# Der Floh (Giambattista Basile)

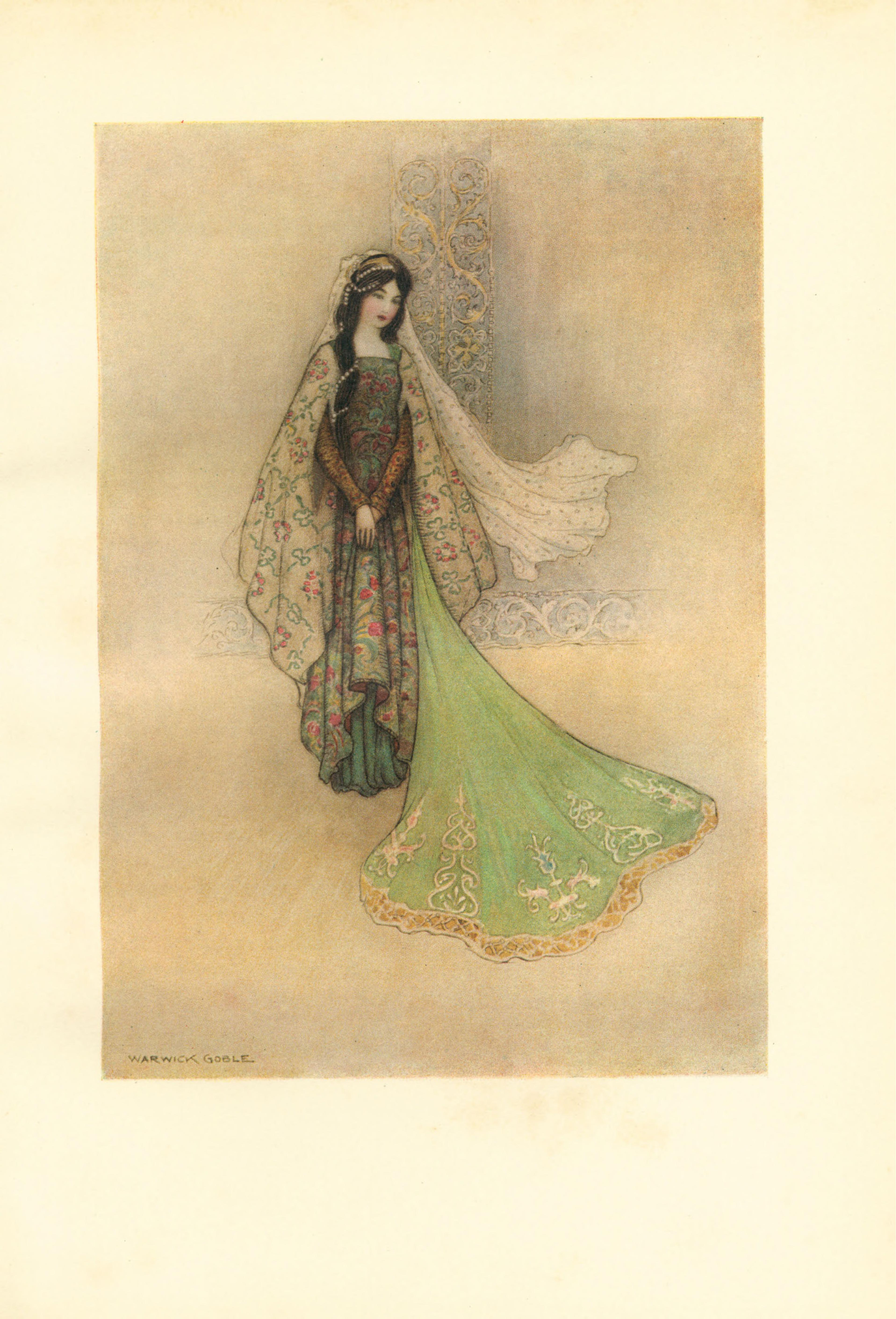
Illustration von Warwick Goble, 1911

Der Floh (neapolitanisches Original: Lo polene) ist ein Märchen (AaTh 621, 513A, 653, 313). Es steht in Giambattista Basiles Sammlung Pentameron als fünfte Erzählung des ersten Tages (I,5).

## Inhalt
Ein König päppelt einen Floh von seinem Kopf auf Hammelgröße, zieht ihm die Haut ab und verspricht seine Tochter dem, der raten kann, von welchem Tier sie ist. Das ist dann ein hässlicher Orco (Oger), der sie in den Wald mitnimmt und ihr zu ihrem Schrecken Menschenfleisch vorsetzt. Als er fort ist, kommt eine Bettlerin und befreit sie mit ihren sieben wunderkräftigen Söhnen. Der Orco kommt nach. Der erste Sohn hört es, der zweite spuckt einen See aus, der dritte lässt Messer aus dem Boden wachsen, der vierte einen Wald, der fünfte spuckt einen Fluss, so muss der Orco mehrmals umkehren. Der sechste macht einen Turm, da schließen sie sich ein, und der siebte erschießt den heraufsteigenden Orco. Der König ist froh, seine Tochter wiederzusehen, und gibt ihr einen schönen Mann.

## Bemerkungen
Der Orco passt als Riese zum Eingangsthema des monströsen Flohs. Die Prinzessin klagt: „... grausamer Vater, du bist gewiss nicht von menschlichem Fleisch geboren“ – „... Guck sich einer diesen Stunk von meinem Arsch an, der will sich als Mann aufspielen und dem Vater das Gesetz vorschreiben!“ Zur magischen Flucht vgl. bei Basile III,8 Der Dummling, V,7 Die fünf Söhne. Das Märchen geht letztlich auf orientalische Erzählbücher des Spätmittelalters zurück und war vor allem im Mittelmeerraum weit verbreitet. Die erste deutsche Übersetzung findet sich in Eberhard Werner Happels Ungarischer Kriegs-Roman (1685), die zweite in Kletkes Märchensaal (1845), Nr. 5. Clemens Brentano bearbeitete es als Märchen von dem Baron von Hüpfenstich in Italienische Märchen. Vgl. Grimms Prinzessin mit der Laus, Die sechs Diener, Sechse kommen durch die ganze Welt, Die Wassernixe, zur Fellprobe auch Grimms Anmerkung zu König Drosselbart. Rudolf Schenda nennt noch eine neuere, sardische Fassung in Enrica Delitalas Fiabe e leggende nelle tradizioni popolari della Sardegna (1985), Nr. 13. Für Walter Scherf ist der Dämon des Vaters Inzestphantasie, grotesk umschrieben im Floh in der Flasche und von seinem Blut. Der Tochter bleibt psychosomatisch nur Erbrechen oder die vergessene Mutter- und Geschwisterseite. Scherf vergleicht andere Märchen.
Mit Matteo Garrones Film Das Märchen der Märchen, der auf dem Pentameron basiert, wurde auch dieses Märchen verfilmt. Der König wird dabei von Toby Jones, seine Tochter von Jessie Cave gespielt.
In einer Vielzahl von Dichtungen, Satiren, Fabeln, Grotesken und Humoresken der Frühen Neuzeit taucht das Motiv des Flohs auf, so dass man von einer eigenen Flohliteratur sprechen kann.